# Archiatre
L'archiatre (du grec ancien ἀρχίατρος, arkhíatros, latin archiatrus) est le médecin d'un monarque ou d'une famille royale.

## Antiquité
Pour un article plus général, voir Médecine dans la Rome antique.
Le titre d'archiatre apparaît avec le médecin personnel de Néron, Andromaque. Le titre d'archiatre existait en Grèce hellénistique.
La création du collège des archiatri palatini, assemblée réunissant les médecins impériaux, officialise la position des archiatres à Rome.
Toutefois jusqu'à l'empereur Dioclétien, le terme désigne différentes catégories de médecins. 
Le Code de Théodose Ier établit un nouveau système hiérarchique médical : les Archiatri sancti Palatini, médecins du palais, et les Archiatri Populares, médecins du peuple et des pauvres, sont sous les ordres du Comes archiatorum. 
Certains d'entre eux obtiennent des postes administratifs importants dans l'Empire, comme Vindicianus, archiatre et gouverneur d'Afrique.

## Monarchies

### France
Le titre de « médecin du roi » doit être distingué de celui de « médecin ordinaire », donné la première fois à André du Laurens.
Paul Delaunay a examiné attentivement les fonctions de médecin officiel (y compris leur rémunération).

## Vatican
Au Vatican, l’archiatre pontifical est le médecin du Saint-Père.